# Rätsel des Unbewußten
Rätsel des Unbewußten (sic!) (englischsprachiger Titel: Lives of the Unconscious) ist ein Podcast der Psychoanalytiker Cecile Loetz und Jakob Müller. Der Podcast greift Themen der Psychotherapie, Psychoanalyse und Tiefenpsychologie auf. Zum 19. Februar 2023 waren insgesamt 79 Episoden zu den besagten Themen veröffentlicht, die auf den Plattformen YouTube, Spotify und Apple Podcasts sowie auf der eigenen Website erschienen. Neben den eigens eingesprochenen Texten werden auch die Cover zu den Folgen selbst erstellt sowie die Musik zur Begleitung der Episoden eingespielt. Neben einer wissenschaftlichen Fundierung sei es der Anspruch der Autoren, die Komplexität der Themen beizubehalten, diese aber gleichzeitig "alltagsnah und gut verständlich zu vermitteln".

## Rezeption
Der Podcast zählte nach Angaben der Podcast-Plattform Spotify im Jahr 2021 zu den Top-10 Wissenschafts-Podcasts in Deutschland und wird auch im Februar 2023 bei den Top-Podcasts der besagten Kategorie gelistet. Er verzeichnet dort über 200.000 Abonnentinnen und Abonnenten sowie über 5.000.000 Streams. Im Jahr 2018 wurde der Podcast mit dem Förderpreis der Deutschen Psychoanalytischen Vereinigung ausgezeichnet.
Größerer Bekanntheit erfreute sich der Podcast unter anderem durch ein Interview der Zeit vom Januar 2023 mit dem Titel Würden wir Freud vermissen?, in welchem die beiden Wissenschaftler das Unbewusste und dessen „gesellschaftliche Sprengkraft“ thematisieren.